# Hyloscirtus tolkieni
Hyloscirtus tolkieni — вид жаб родини райкових (Hylidae). Описаний у 2023 році.

## Назва
Вид названо на честь британського письменника-фантаста Джона Роналда Руела Толкіна (1892—1973), творця Середзем'я та автора таких фантастичних творів, як «Гобіт, або Туди і звідти» і «Володар перснів». Дивовижні кольори цього виду нагадують чудових істот, які, здається, можуть існувати лише у фантастичних світах.

## Поширення
Ендемік Еквадору. Виявлений у національному парку Ріо-Негро-Сопладора в Андах на висоті 3190 метрів над рівнем моря.

## Опис
Довжина тіла дорослої самиці становить 64,9 мм. Тіло сіро-зеленого кольору з жовтими та чорними плямами. Райдужка ока рожева з чорною окантовкою. На череві та боках є жовті та чорні плями. На передніх і задніх пальцях у нього є бахромчаста шкіра.